# Živjeti
Živjeti (ili živeti; stsl. živĕtĕ) je naziv za slovo glagoljice i stare ćirilice. 
Koristilo se za zapis glasa /ž/, te u glagoljici kao broj 7. Oblik simbola nije objašnjen.
Standard Unicode i HTML ovako predstavljaju slovo živjeti u glagoljici:
|                      | Unikod | Unikod                            | HTML     | HTML | izgled ovisi o pregledniku | poveznice (engl.)                |
| k. točka             | naziv  | kod                               | entitet  |      | izgled ovisi o pregledniku | poveznice (engl.)                |
| -------------------- | ------ | --------------------------------- | -------- | ---- | -------------------------- | -------------------------------- |
| veliko slovo živjeti | U+2C06 | GLAGOLITIC CAPITAL LETTER ZHIVETE | &#x2C06; | nema | Ⰶ                          | detaljni podaci test preglednika |
| malo slovo živjeti   | U+2C36 | GLAGOLITIC SMALL LETTER ZHIVETE   | &#x2C36; | nema | ⰶ                          | detaljni podaci test preglednika |

## Napomene
1. ↑  Nazivi glagoljskih slova izvorno su na staroslavenskome, koji ima neke glasove kojih u hrvatskome nema. Prilagodba originalnih naziva na hrvatski nije jednoznačna. Nazivi ovdje su prema tablici u Hrvatskoj općoj enciklopediji, svezak 4, »Glagoljica«, s tim da se nazalni glasovi ę i ǫ, koji se u enciklopediji bilježe kao en i on, zamjenjuju s e i u, što su najčešći odrazi tih glasova u hrvatskom (stsl. imę, rǫka prema hrv. ime, ruka). To donekle odstupa od uvriježenih naziva u dijelu literature.

## Vanjske poveznice
- (engl.) Definicija glagoljice u standardu Unicode (PDF)
- (engl.) Stranica R. M. Cleminsona, s koje se može instalirati font Dilyana koji sadrži glagoljicu po standardu Unicode  Arhivirana inačica izvorne stranice od 29. listopada 2005. (Wayback Machine)